# Bosque montano de Córcega
El bosque montano de Córcega es una ecorregión de la ecozona paleártica, definida por WWF, que se extiende por las montañas de Córcega.

## Descripción
Es un bosque mediterráneo de montaña que ocupa 3.600 kilómetros cuadrados en las zonas montañosas de la isla francesa de Córcega, aproximadamente el 40% de la superficie total de la isla.

## Flora
La vegetación varía en función de la altitud. 
Las zonas más bajas están ocupadas por encinares y alcornocales.
En las altitudes medias dominan los bosques de pino rodeno (Pinus pinaster), mezclados con bosques mixtos caducifolios de roble pubescente (Quercus humilis), roble albar (Quercus petraea), carpe negro (Ostrya carpinifolia), aliso napolitano (Alnus cordata) y castaño europeo (Castanea sativa).
En las zonas más altas se distinguen los bosques de pino de Córcega (Pinus nigra subsp. salzmannii var. corsicana) en las solanas, y los bosques de abeto blanco (Abies alba) y haya (Fagus sylvatica]]) en las umbrías. 
Las cumbres están cubiertas de matorral subalpino, con aliso verde (Alnus viridis), enebro (Juniperus communis subsp. alpina), arce blanco (Acer pseudoplatanus) y abedul común (Betula pendula).

## Fauna
Entre los mamíferos destacan el muflón europeo (Ovis musimon) y el ciervo de Córcega (Cervus elaphus corsicanus).

## Endemismos
El trepador corso (Sitta whiteheadi) es un ave endémica de la región. Se conocen también varias especies endémicas de anfibios.

## Estado de conservación
En peligro crítico, aunque la escasa población humana y la inaccesibilidad del territorio han conservado el hábitat relativamente intacto.